# Villers-Hélon
 Villers-Hélon  es una población y comuna francesa, en la región de Picardía, departamento de Aisne, en el distrito de Soissons y cantón de Villers-Cotterêts.

## Demografía
| 216 | 175 | 146 | 148 | 173 | 188 |
| Para los censos de 1962 a 1999 la población legal corresponde a la población sin duplicidades (Fuente: INSEE [Consultar]) |     |     |     |     |     |